# 格林梅多鎮區 (明尼蘇達州諾曼縣)
格林梅多鎮區（英語：Green Meadow Township）是位於美國明尼蘇達州諾曼縣的一個行政鎮區。

## 歷史
格林梅多鎮區於1880年成立，得名自當地的平原。

## 地方資料
格林梅多鎮區的面積為94.77平方千米，當中陸地面積為94.51平方千米，而水域面積為0.26平方千米。根據2020年美國人口普查的數據，當地共有人口85人，而人口密度為每平方千米0.9人。